# 1589 Fanatica
1589 Fanatica eller 1950 RK är en asteroid i huvudbältet som upptäcktes den 13 september 1950 av den argentinske astronomen Miguel Itzigsohn vid La Plata observatoriet. Den har fått sitt namn efter det spanska ordet Fanatica som betyder Fantastisk kvinna och syftar på Eva Perón.
Asteroiden har en diameter på ungefär 10 kilometer.